# 迅捷弓背蚁伊内兹亚种
迅捷弓背蚁伊内茲亚种（學名：Camponotus festinus inezae）是迅捷弓背蚁的五个亚种之一。由弗雷尔（Forel）于1913年描述。

## 外觀描述
綜合体型：12-15.5mm， 基于老文獻存在壓縮体型、标本不压平的问题，实际体型或许更大。
大型工蚁（Major）：上颚具光泽感，刻纹细致，有7个鋸齒，外缘中度彎曲。頭寛4.8mm，长5.3mm，后方两侧凸出。脣基有一个很短的額叶。
小型工蚁（Minor）：上颚具6颗鋸齒，和大型工蚁較像。額叶比大型工蚁的长一点，同样也是矩形的。头长是头寬的两倍，头部接近胸部的位置呈錐形縮小。建模和毛发和大型工蚁差不多一样，区別在于头部的刻紋較爲柔弱一些。头部和胸部呈棕色；胸部帶有黃色的邊緣。觸角深棕色。胸部，足部和上颚些许帶有一点黃色或黃红色。

## 分佈
该亚種分佈于马来西亚[模式产地]和印度尼西亞，为生活在叢林里亚種。

## 分类歷史
该亚種早期为恐弓背蚁亚屬的物種。（该亚屬已升为独立屬） 后被Emery于1925年纳入细瘦弓背蚁亚屬。 最后被諸位蚁學家纳入迅捷弓背蚁的一个亚種。